# Leonardo Rodrigues Pereira
Leonardo Rodrigues Pereira, noto semplicemente come Leonardo (Vila Velha, 22 settembre 1986), è un ex calciatore brasiliano, di ruolo centrocampista.

## Carriera

### Club
Il 6 agosto 2009, Leonardo viene acquistato dall'AEK Atene con il quale firma un contratto di cinque anni, scelto personalmente da Dušan Bajević. Nel club della capitale greca ritrova l'ex allenatore ai tempi del Thrasyvoulos, Lysandros Geōrgamlīs. Il 20 agosto 2009 debutta con la maglia dell'AEK Atene contro il Vaslui nella fase a gironi di Europa League. Il 6 dicembre 2009 segna il suo primo gol in campionato contro il Panionios, mentre il 15 settembre 2011 segna il suo primo gol europeo contro l'Anderlecht.
Dopo 3 anni all'AEK viene acquistato dal Jeonbuk Hyundai, squadra militante del massimo campionato Sud Coreano, dove vincerà 2 campionati  e una AFC Champions League
Nel 2017 si trasferisce al club Al-Jazira Club partecipante del prima divisione degli Emirati Arabi dove ha vinto 1 campionato.

## Statistiche

### Presenze e reti nei club
Statistiche aggiornate al 2 aprile 2012.
| Stagione            | Squadra             | Campionato          | Campionato | Campionato | Coppe nazionali | Coppe nazionali | Coppe nazionali | Coppe continentali | Coppe continentali | Coppe continentali | Totale | Totale |
| Stagione            | Squadra             | Comp                | Pres       | Reti       | Comp            | Pres            | Reti            | Comp               | Pres               | Reti               | Pres   | Reti   |
| ------------------- | ------------------- | ------------------- | ---------- | ---------- | --------------- | --------------- | --------------- | ------------------ | ------------------ | ------------------ | ------ | ------ |
| 2005-2006           | Thrasyvoulos        | FL                  | 23         | 10         | CG              | 1               | 0               | -                  | -                  | -                  | 24     | 10     |
| 2006-2007           | Thrasyvoulos        | FL                  | 26         | 6          | CG              | 2               | 1               | -                  | -                  | -                  | 27     | 7      |
| Totale Thrasyvoulos | Totale Thrasyvoulos | Totale Thrasyvoulos | 49         | 16         |                 | 2               | 1               |                    | -                  | -                  | 51     | 17     |
| 2007-2008           | Levadeiakos         | SL                  | 27         | 6          | CG              | 1               | 0               | -                  | -                  | -                  | 28     | 6      |
| 2008-2009           | Levadeiakos         | SL                  | 27         | 9          | CG              | 1               | 0               | -                  | -                  | -                  | 28     | 9      |
| Totale Levadeiakos  | Totale Levadeiakos  | Totale Levadeiakos  | 54         | 15         |                 | 2               | 0               |                    | -                  | -                  | 57     | 15     |
| 2009-2010           | AEK Atene           | SL                  | 29         | 5          | CG              | 1               | 0               | EL                 | 7                  | 0                  | 37     | 5      |
| 2010-2011           | AEK Atene           | SL                  | 26         | 5          | CG              | 2               | 1               | EL                 | 7                  | 0                  | 35     | 6      |
| 2011-2012           | AEK Atene           | SL                  | 23         | 8          | CG              | 3               | 0               | EL                 | 2                  | 1                  | 18     | 6      |
| Totale AEK Atene    | Totale AEK Atene    | Totale AEK Atene    | 75         | 18         |                 | 3               | 1               |                    | 16                 | 1                  | 85     | 16     |
| Totale              | Totale              | Totale              | 178        | 44         |                 | 7               | 2               |                    | 16                 | 1                  | 192    | 47     |

## Palmarès

### Club

#### Competizioni nazionali
- Coppa di Grecia: 1

AEK Atene: 2010-2011
- K-League: 2

Jeonbuk Hyundai: 2014, 2015

#### Comperizioni Internazionali
- AFC Champions League: 1

Jeonbuk Hyundai: 2016